# Aleksandar Mitrović
Aleksandar Mitrović (în sârbă Александар Митровић, pronunțat [aleksǎːndar mǐtroʋitɕ] [a]; n. 16 septembrie 1994, Semendria, Republica Serbia, Serbia) este un fotbalist sârb, care joacă pe post de atacant la Al-Hilal în Liga Profesionistă din Arabia Saudită. Pe plan internațional, are prezențe la națională pentru Serbia U19⁠(d), Serbia U21⁠(d) și Serbia.
Un produs al academiei de tineret a Partizanului, a devenit fotbalist profesionist după un împrumut de la Teleoptik și a devenit titularul lui Partizan în primul său sezon, câștigând Superliga Serbiei. La vârsta de 18 ani, Mitrović a fost numit printre primii zece cei mai talentați jucători sub vârsta de 19 ani în Europa si pe la echipa scolii, într-un clasament făcut de reporterii UEFA. A fost transferat de Anderlecht pentru cinci milioane de euro, și a marcat 44 de goluri în 90 de jocuri în toate competițiile în două sezoane. El a câștigat Prima Ligă Belgiană în primul sezon la club și a fost cel mai bun marcator al ligii în al doilea sezonu. În 2015 a fost transferat de Newcastle United pentru 13 milioane de lire sterline. În 2018, el a fost împrumutat la Fulham și a fost cumpărat definitiv după ce a ajutat echipa să promoveze în Premier League.
Mitrović a ajutat Serbia să câștige campionatul european sub 19 în 2013, fiind votat cel mai bun jucător al turneului. Începând cu acel an a jucat la naționala mare, strângând peste 40 de selecții și reprezentând țara la Campionatul Mondial din 2018.

## Cariera pe echipe

### Primii ani
Născut în Smederevo, Mitrović a ajuns la Partizan și a trecut prin sistemul de tineret al clubului. Înainte de a fi promovat în prima echipă, el și-a făcut debutul său la seniori la echipa Teleoptik în sezonul 2011-2012, marcând șapte goluri în 25 de meciuri de campionat.

### Partizan
La 27 iunie 2012, Mitrović a semnat primul contract de jucător profesionist cu Partizan, pe o perioadă de patru ani. El și-a făcut debutul oficial pentru club într-un meci de calificare în Liga Campionilor împotriva echipei malteze Valletta, marcând un gol la nouă minute după ce a intrat pe teren. Pe 23 august 2012, Mitrović a înscris un gol cu capul împotriva lui Tromsø în play-offul Ligii Europei. Trei zile mai tarziu, a marcat primul gol în campionat într-un meci de acasă împotriva lui Jagodina. Pe 17 noiembrie 2012, Mitrović a marcat primul gol din primul său etern derby, pe care Partizan l-a pierdut în cele din urmă cu 3-2. Cinci zile mai târziu, el a marcat de asemenea, într-un egal scor 1-1 cu echipa azeră Neftchi Baku din grupele Europa League. Până la sfârșitul sezonului său de debut, Mitrović a fost cel mai bun marcator al lui Partizan în toate competițiile cu 15 goluri în 36 de apariții, deși a fost unul dintre cei mai tineri jucători ai echipei. Datorită performanțelor sale, el și-a câștigat un loc în Echipa Sezonului în Jelen SuperLiga. În plus, portalul sportiv sârb Mozzart Sport l-aclasat pe Mitrović pe locul al treilea în topul celor mai buni 25 de jucători din campionat pentru acel sezon.

### Anderlecht

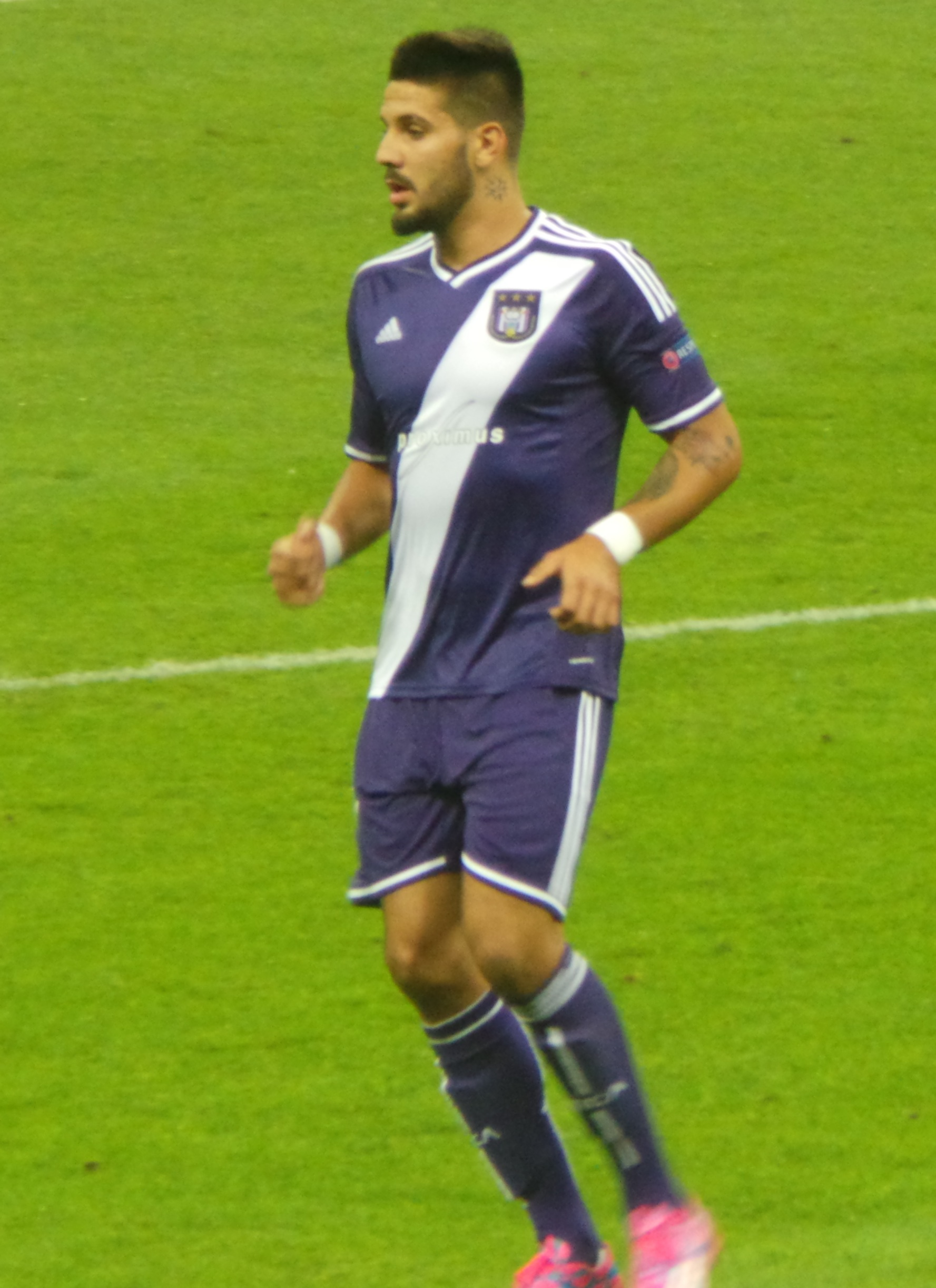
Mitrović jucând pentru Anderlecht în 2014

La 12 august 2013, după multe speculații, a fost anunțat că Mitrović a fost vândut la Anderlecht și că se va alătura clubului belgian la 30 august, la cererea jucătorului și a familiei sale. Suma de transfer a fost de 5 milioane de euro. Pe 1 septembrie, Mitrović a oferit două pase de gol la debutul său pentru club după ce a intrat la începutul celei de-a doua reprize într-un meci de campionat împotriva lui Zulte Waregem.  
Pe 10 decembrie 2013, în ultima rundă a Ligii Campionilor, grupa C împotriva lui Olympiacos, Mitrović l-a înlocuit pe portarul Silvio Proto, care a fost eliminat, dar nu a reușit să apere penaltiul executat de Alejandro Domínguez.
Mitrović și-a încheiat sezonul de debut în Belgia cu 16 goluri în campionat, în timp ce Anderlecht a câștigat cel de-al treizeci și treilea titlu.
Mitrović a început sezonul 2014-2015 marcând în înfrângerea cu 2-1 din Supercupă a lui Anderlecht cu KSC Lokeren. La 5 noiembrie 2014 a marcat un gol în minutul 90 al remizei cu Arsenal din Liga Campionilor, marcând revenirea lui Anderlecht de la 3-0 la 3-3. În total a marcat 20 de goluri în Pro League, fiind cel mai bun marcator al competiției și 28 de goluri în toate competițiile. La 22 martie 2015, a înscris singurul gol al echipei în finala Cupei Belgiei, pierdută cu 2-1 în fața lui Club Brugge KV din Bruxelles.

### Newcastle United

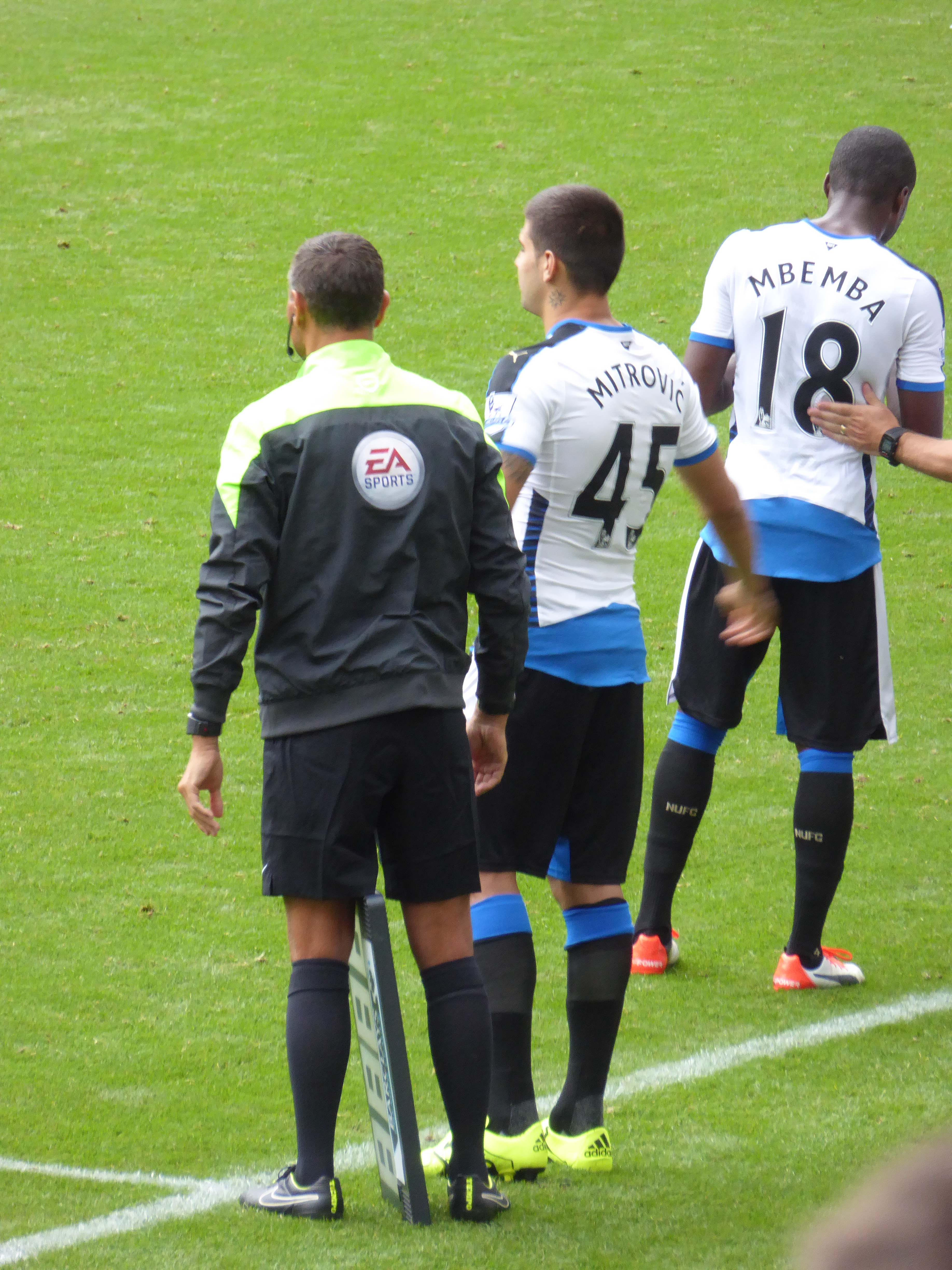
Mitrović pregătindu-se pentru debutul său în Newcastle United în 2015

La 21 iulie 2015, Mitrović a semnat cu Newcastle United un contract pe cinci ani pentru o suma de transfer de 13 milioane de lire sterline, spunând că speră să joace ca legenda clubului Alan Shearer. El a debutat pe 9 august, când Newcastle a început sezonul cu o remiză, scor 2-2 împotriva lui Southampton la St James 'Park, jucând în ultimele 15 minute în locul lui Papiss Cissé. El a fost avertizat după 22 de secunde de la intrarea pe teren în meciul său de debut pentru un fault la Matt Targett. Douăzeci de zile mai târziu, a fost eliminat în minutul 15 în înfrângerea de acasă, scor 0-1 cu Arsenal pentru un fault la Francis Coquelin.
Mitrović a marcat primul său gol pentru Newcastle pe 3 octombrie, acasă la Manchester City, deschizând scorul într-o înfrângere scor 6-1. La 20 martie 2016, el a egalat cu capul ducând meciul cu Sunderland la scorul de 1-1 în derby-ul Tyne-Wear. Mitrović a fost avertizat din cauză că și-a scos tricoul, iar un fan care a intrat pe teren pentru a sărbători cu el a primit un ordin de interdicție pe stadioane.
Pe 2 aprilie, Mitrović a înscris două goluri, unul dintr-un penalty, într-o înfrângere cu 3-2 suferită în fața lui Norwich City. În ultima zi a sezonului, și cu Newcastle United deja retrogradată, Mitrović a marcat al doilea gol într-o victorie cu 5-1 cu echipa de pe locul al treilea, Tottenham Hotspur, fiind eliminat pentru un fault la Kyle Walker. A devenit al șaselea jucător din istoria Premier League, care a înscris un gol, a dat o pasă de gol și a fost eliminat în același meci.
După ce a fost suspendat pentru primele patru meciuri ale sezonului ca pedeapsă pentru acea eliminare, Mitrović și-a făcut debutul în noul sezon în Cupa Angliei împotriva lui Cheltenham pe 23 august, dar a ieșit de pe teren după ce s-a ales cu un traumatism cranian în prima repriză. Ca urmare, Mitrović a trebuit să aștepte până la 13 septembrie pentru a-și face debutul în campionat, marcând primul gol al sezonului 2016-2017 cu Queens Park Rangers, acesta fiind al cincilea gol într-o victorie cu 6-0. La 25 octombrie, a marcat o dublă și a dat o pasă de gol într-o victorie de 6-0 cu Preston North End, în timp ce Magpies avansa în sferturile de finală ale Cupei EFL. În acel weekend, Mitrović a fost pentru prima dată titular după meciul jucat pe Deepdale, iar împotriva aceluiași adversar, Mitrović a marcat din nou o dublă într-o victorie cu 2-1. În ciuda faptului că a jucat mai puțin după aducerea lui Dwight Gayle la echipă, Mitrović a rămas optimist, declarând „poate că în sezonul trecut am jucat mai mult, dar suntem într-o formă bună”, deoarece Newcastle a ajuns în partea superioară a clasamentului la 18 octombrie.
La 7 ianuarie 2017, Mitrović a început meciul din cel de-al treilea tur al Cupei Angliei împotriva lui Birmingham City din postura de titular, dar s-a accidentat la faza marcării primului gol de către echipa sa prin Daryl Murphy. Pe 11 februarie, Mitrović a marcat singurul gol într-o victorie asupra lui Wolverhampton Wanderers. Cu toate acestea, el a fost înlocuit la pauză ca măsură de precauție, pentru că avea deja un cartonaș galben și ar fi putut să-l ia și pe-al doilea în urma unui fault făcut asupra lui Carl Ikeme.
La 30 august 2017, a fost suspendat pentru trei meciuri, după ce l-a lovit cu cotul pe Manuel Lanzini de la West Ham, gest care a fost surprins de camerele de televiziune. Pe 21 octombrie, Mitrović a jucat din nou într-o victorie cu 1-0 în fața lui Crystal Palace, după ce a fost lăsat în afara lotului pentru încă două meciuri după suspendarea sa. A intrat în minutul 78 în locul lui Joselu, dar a gafat la prima atingere de balon, Ruben Loftus-Cheek de la Palace reușind să-l deposedeze și fiind foarte aproape să preia conducerea pentru oaspeți. La mijlocul lui decembrie, Mitrović a suferit o accidentare la spate ceea l-a făcut indisponibil pentru restul lunii și în ianuarie. Spre sfârșitul lunii decembrie, Mitrović a declarat în cotidianul sportiv sârbesc Žurnal că se așteaptă să părăsească clubul în fereastra de transfer din ianuarie „pentru a găsi cea mai bună soluție pentru cariera mea”.

### Fulham
La 1 februarie 2018, Mitrović s-a alăturat clubului din a doua ligă engleză Fulham, unde a fost împrumutat până la sfârșitul sezonului. Până în ultima zi de transferuri, Mitrović a fost dorit de Bordeaux și de fostul său club Anderlecht, dar după o discuție pe despre Snapchat cu antrenorul Slaviša Jokanović, a decis să o aleagă pe Fulham. Pe 3 februarie, Mitrović și-a făcut debutul pentru clubul de pe West London într-o victorie scor 2-0 asupra echipei Nottingham Forest și a fost aproape să marcheze, dar lovitura cu capul a fost respinsă de Joe Worrall. La 21 februarie, Mitrović a înscris primul gol pentru echipă într-un meci încheiat la egalitate, scor 1-1 cu Bristol City, începând să-și intre în formă și marcând șase goluri în patru meciuri. În cele șase meciuri jucate de Fulham în luna aprilie, Mitrović a marcat de cinci ori, printre care golurile câștigătoare împotriva lui Sheffield Wednesday și Sunderland. Datorită formei sale bune arătate în martie și aprilie, a fost numit jucătorul lunii în campionat pentru ambele luni.
Mitrović a terminat sezonul cu douăsprezece goluri, patru în spatele golgheterului Ryan Sessegnon, Fulham ratând la promovarea automată în ultima zi, pierzând cu 3-1 în fața lui Birmingham City; primul lor meci pierdut în retur. Golul marcat împotriva lui Sunderland se va dovedi a fi ultimul din perioada cât a fost împrumutat, deoarece el nu a înscris în play-off, dar a jucat în finala play-offului, în care Fullham a învins-o pe Aston Villa cu 1-0.
La 30 iulie, Mitrović a fost transferat definitiv de Fulham pentru o sumă inițială de transfer de 22 de milioane de lire sterline, putând crește la 27 de milioane de lire sterline cu tot cu bonusuri. El a semnat un contract pe cinci ani până în iunie 2023. Pe 18 august a marcat golul egalizator într-o partidă pierdută cu 3-1 în fața lui Tottenham Hotspur, cu o lovitură de cap în urma centrării joase expediate de Sessegnon. Mitrović a înscris trei goluri în următoarele două meciuri ale lui Fulham împotriva lui Burnley și a lui Brighton & Hove Albion, deși în meciul cu Brighton a comis un henț care a dus la o acordarea unei lovituri de la 11 metri, transformată de Glenn Murray. La 24 noiembrie și primul meci al lui Claudio Ranieri, Mitrović a marcat o dublă în victoria 3-2 cu Southampton, terminând un șir de șase meciuri fără goluri.

## Cariera internațională

### Tineret
Cu patru goluri, Mitrović a fost cel mai bun marcator al echipei naționale Serbiei sub 19 în campania lor de calificare reușită pentru Campionatul European sub 19 ani din 2012. În data de 3 iulie 2012, în ziua de deschidere a turneului final, a fost eliminat în timpul unui meci împotriva Franței U19, ceea ce a dus la ratarea întregii competiției din cauza suspendării. Pe 26 martie 2013, Mitrović a marcat două goluri într-un amical pentru echipa U21 din Serbia împotriva Bulgariei U21.
Mitrović a fost convocat de antrenorul echipei U19 din Serbia, Ljubinko Drulović, pentru două meciuri de calificare pentru campionatul european sub 19 ani al UEFA, care a avut loc după debutul său la naționala mare împotriva Belgiei. Mitrović a făcut parte și din echipa care a făcut deplasarea în Lituania pentru turneul final, unde a fost unul dintre jucătorii-cheie ai echipei U19 din Serbia, care a câștigat pentru prima dată competiția în istoria fotbalului sârb. El a contribuit prin înscrierea unui gol și a oferit două pase decisive în timpul competiție (inclusiv una în meciul din finală împotriva Franței U19.) De asemenea, Mitrović a fost numit Jucătorul de aur al turneului pentru performanțele sale.

### Senior

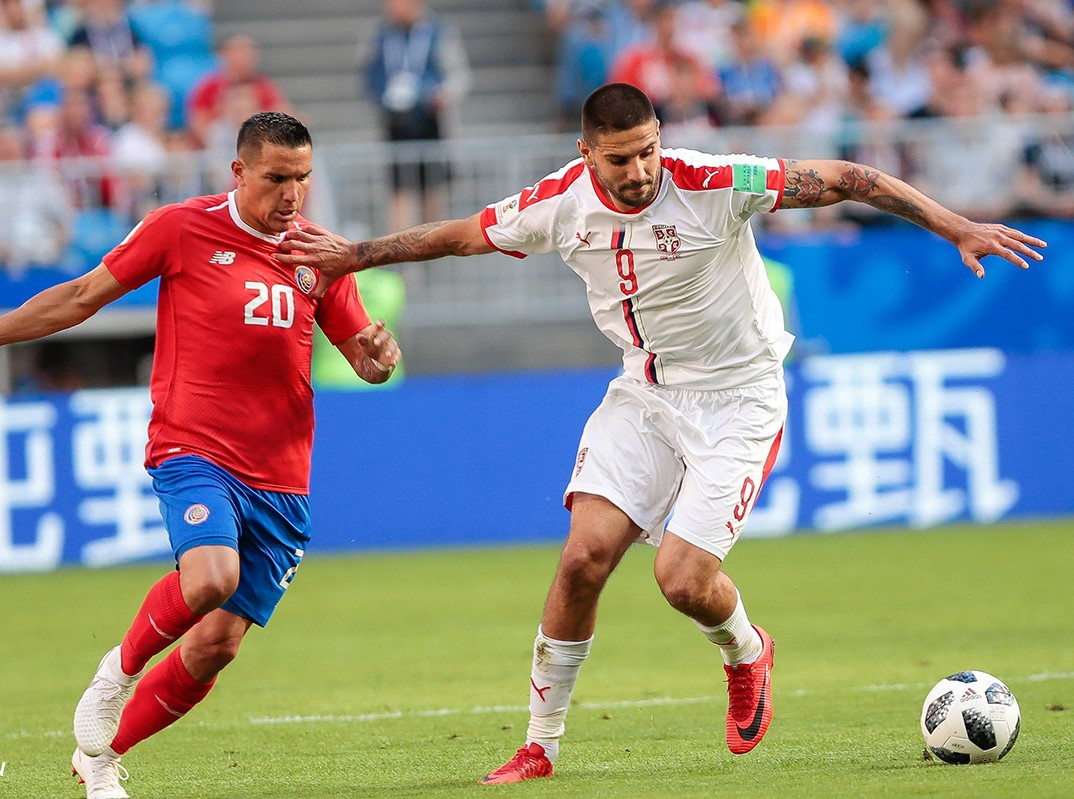
Mitrović (dreapta) jucând pentru Serbia la Campionatul Mondial din 2018

Mitrović a fost convocat pentru prima dată la echipa națională a Serbiei de antrenorul Siniša Mihajlović pentru meciul de calificare la Campionatul din 2014 împotriva Belgiei. A jucat 69 de minute la debutul său pe 7 iunie 2013 și a primit un cartonaș galben după ce l-a călcat pe picior pe Axel Witsel, înainte de a fi înlocuit cu Marko Šćepović. Pe 6 septembrie, Mitrović a marcat primul său gol pentru naționala mare într-o remiză scor 1-1 împotriva Croației într-un alt meci de calificare la Campionatul Mondial. Doi ani și o zi mai târziu, a marcat următorul gol la națională, într-o înfrângere scor 2-1 suferită într-un amical cu Franța, la Nouveau Stade de Bordeaux, cel de-al 100-lea meci al Serbiei ca națiune independentă.
În calificările pentru Campionatul Mondial din 2018, Mitrović a înscris trei goluri în două meciuri. La 9 octombrie 2016, a marcat o dublă într-o victorie cu 3-2 împotriva Austriei iar pe 12 noiembrie a marcat cu Țara Galilor într-un meci scor 1-1. El a continuat forma bună în 2017, cu goluri împotriva Georgiei, Țara Galilor, și Moldova, trecând în fața coechipierului Dušan Tadić ca golgeterul grupei.
În mai 2018, a fost numit în lotul lărgit al Serbiei pentru Campionatul Mondială din 2018  din Rusia iar pe 1 iunie a fost inclus în lotul definitiv. Înainte de turneu, Mitrović a marcat un hat-trick într-o victorie de 5-1 cu Bolivia. La 22 iunie, a marcat primul gol al meciului pierdut cu 2-1 în fața Elveției. El a fost, de asemenea, implicat într-o fază în care a cerut penalty în urma intervenției apărătorilor elvețieni Stephan Lichtsteiner și Fabian Schär care l-au doborât în careu, dar arbitrul Felix Brych nu a dat nimic. A jucat în toate cele trei meciuri din grupă.
Mai târziu în acel an, la 11 octombrie, a marcat în victoria obținută în Liga Națiunilor cu 2-0 asupra țării vecine Muntenegru în primul meci dintre cele două țări de la divizarea lor în 2006. În următoarea lună împotriva aceluiași adversar, a avut ocazia de a marca o dublă, dar a ratat un penalty, încercând o lovitură de tip panenka (coincidență făcând ca meciul să se desfășoare pe același stadion pe care Antonín Panenka a marcat din penalty pentru Cehoslovacia în finala UEFA Euro 1976).

## Viața personală
Mitrović are doi copii cu partenera sa, Kristina Janjić. El este un susținător al Partizanului și al lui Newcastle.

## Statistici privind cariera

### Club
Din 12 mai 2019
| Club              | Sezon         | Campionat           | Campionat | Campionat | Cupă națională | Cupă națională | Cupa Ligii | Cupa Ligii | Europa  | Europa | Altele  | Altele | Total   | Total  |
| Club              | Sezon         | Divizie             | Meciuri   | Goluri    | Meciuri        | Goluri         | Meciuri    | Goluri     | Meciuri | Goluri | Meciuri | Goluri | Meciuri | Goluri |
| ----------------- | ------------- | ------------------- | --------- | --------- | -------------- | -------------- | ---------- | ---------- | ------- | ------ | ------- | ------ | ------- | ------ |
| Teleoptik         | 2011–2012     | A Doua Ligă Sârbă   | 25        | 7         | 1              | 0              | —          | —          | —       | —      | —       | —      | 26      | 7      |
| Partizan          | 2012–2013     | Superliga Serbiei   | 25        | 10        | 2              | 2              | —          | —          | 9       | 3      | —       | —      | 36      | 15     |
| Partizan          | 2013–2014     | Superliga Serbiei   | 3         | 3         | —              | —              | —          | —          | 3       | 0      | —       | —      | 6       | 3      |
| Partizan          | Total         | Total               | 28        | 13        | 2              | 2              | —          | —          | 12      | 3      | —       | —      | 42      | 18     |
| Anderlecht        | 2013–2014     | Prima Ligă Belgiană | 32        | 16        | 1              | 0              | —          | —          | 6       | 0      | 0       | 0      | 39      | 16     |
| Anderlecht        | 2014–2015     | Prima Ligă Belgiană | 37        | 20        | 6              | 4              | —          | —          | 7       | 3      | 1       | 1      | 51      | 28     |
| Anderlecht        | Total         | Total               | 69        | 36        | 7              | 4              | —          | —          | 13      | 3      | 1       | 1      | 90      | 44     |
| Newcastle United  | 2015–2016     | Premier League      | 34        | 9         | 1              | 0              | 1          | 0          | —       | —      | —       | —      | 36      | 9      |
| Newcastle United  | 2016–2017     | Championship        | 25        | 4         | 2              | 0              | 2          | 2          | —       | —      | —       | —      | 29      | 6      |
| Newcastle United  | 2017–2018     | Premier League      | 6         | 1         | 0              | 0              | 1          | 1          | —       | —      | —       | —      | 7       | 2      |
| Newcastle United  | Total         | Total               | 65        | 14        | 3              | 0              | 4          | 3          | —       | —      | —       | —      | 72      | 17     |
| Fulham (împrumut) | 2017–2018     | Championship        | 17        | 12        | —              | —              | —          | —          | —       | —      | 3       | 0      | 20      | 12     |
| Fulham            | 2018–2019     | Premier League      | 37        | 11        | 1              | 0              | 1          | 0          | —       | —      | —       | —      | 39      | 11     |
| Fulham            | Total         | Total               | 54        | 23        | 1              | 0              | 1          | 0          | —       | —      | 3       | 0      | 59      | 23     |
| Total carieră     | Total carieră | Total carieră       | 241       | 93        | 14             | 6              | 5          | 3          | 25      | 6      | 4       | 1      | 289     | 109    |

1. ↑  Include Cupa Serbiei, Cupa Belgiei, Cupa FA
2. ↑  Include Cupa Ligii/Cupa EFL

### Internațional
Din 25 martie 2019 
| Națională | An    | Meciuri | Goluri |
| --------- | ----- | ------- | ------ |
| Serbia    |       |         |        |
| 2013      | 3     | 1       |        |
| 2014      | 7     | 0       |        |
| 2015      | 8     | 1       |        |
| 2016      | 8     | 5       |        |
| 2017      | 7     | 4       |        |
| 2018      | 13    | 12      |        |
| 2019      | 1     | 0       |        |
| Total     | Total | 47      | 23     |

### Goluri internaționale
Din 25 martie 2019. Secțiunea scor indică scorul după fiecare gol al lui Mitrović. 
| Nr. | Dată               | Stadion                                        | Selecție | Adversar          | Scor | Rezultat | Competiție                                             |
| --- | ------------------ | ---------------------------------------------- | -------- | ----------------- | ---- | -------- | ------------------------------------------------------ |
| 1   | 6 septembrie 2013  | Stadionul Steaua Roșie, Belgrad, Serbia        | 3        | Croația           | 1–1  | 1–1      | Calificările pentru Campionatul Mondial de Fotbal 2014 |
| 2   | 7 septembrie 2015  | Nouveau Stade de Bordeaux, Bordeaux, Franța    | 15       | Franța            | 1–2  | 1–2      | Amical                                                 |
| 3   | 25 mai 2016        | Stadionul Užice City, Užice, Serbia            | 20       | Cipru             | 1–0  | 2–1      | Amical                                                 |
| 4   | 5 iunie 2016       | Stade Louis II, Fontvieille, Monaco            | 22       | Rusia             | 1–1  | 1–1      | Amical                                                 |
| 5   | 9 octombrie 2016   | Stadionul Steaua Roșie, Belgrad, Serbia        | 24       | Austria           | 1–0  | 3–2      | Calificările pentru Campionatul Mondial de Fotbal 2018 |
| 6   | 9 octombrie 2016   | Stadionul Steaua Roșie, Belgrad, Serbia        | 24       | Austria           | 2–1  | 3–2      | Calificările pentru Campionatul Mondial de Fotbal 2018 |
| 7   | 12 noiembrie 2016  | Stadionul Cardiff City, Cardiff, Țara Galilor  | 25       | Țara Galilor      | 1–1  | 1–1      | Calificările pentru Campionatul Mondial de Fotbal 2018 |
| 8   | 24 martie 2017     | Boris Paichadze Dinamo Arena, Tbilisi, Georgia | 27       | Georgia           | 2–1  | 3–1      | Calificările pentru Campionatul Mondial de Fotbal 2018 |
| 9   | 11 iunie 2017      | Stadionul Steaua Roșie, Belgrad, Serbia        | 28       | Țara Galilor      | 1–1  | 1–1      | Calificările pentru Campionatul Mondial de Fotbal 2018 |
| 10  | 2 septembrie 2017  | Stadionul Partizan, Belgrad, Serbia            | 29       | Republica Moldova | 3–0  | 3–0      | Calificările pentru Campionatul Mondial de Fotbal 2018 |
| 11  | 10 noiembrie 2017  | Stadionul Tianhe, Guangzhou, China             | 33       | China             | 2–0  | 2–0      | Amical                                                 |
| 12  | 27 martie 2018     | Stadionul The Hive, Londra, Anglia             | 35       | Nigeria           | 1–0  | 2–0      | Amical                                                 |
| 13  | 27 martie 2018     | Stadionul The Hive, Londra, Anglia             | 35       | Nigeria           | 2–0  | 2–0      | Amical                                                 |
| 14  | 9 iunie 2018       | StadionulLiebenauer, Graz, Austria             | 37       | Bolivia           | 1–0  | 5–1      | Amical                                                 |
| 15  | 9 iunie 2018       | StadionulLiebenauer, Graz, Austria             | 37       | Bolivia           | 3–0  | 5–1      | Amical                                                 |
| 16  | 9 iunie 2018       | StadionulLiebenauer, Graz, Austria             | 37       | Bolivia           | 5–1  | 5–1      | Amical                                                 |
| 17  | 22 iunie 2018      | Stadionul Kaliningrad, Kaliningrad, Rusia      | 39       | Elveția           | 1–0  | 1–2      | Calificările pentru Campionatul Mondial de Fotbal 2018 |
| 18  | 10 septembrie 2018 | Stadionul Partizan, Belgrad, Serbia            | 42       | România           | 1–0  | 2–2      | Liga Națiunilor 2018–2019 grupa C                      |
| 19  | 10 septembrie 2018 | Stadionul Partizan, Belgrad, Serbia            | 42       | România           | 2–1  | 2–2      | Liga Națiunilor 2018–2019 grupa C                      |
| 20  | 11 octombrie 2018  | Stadionul Podgoricom, Podgorica, Muntenegru    | 43       | Muntenegru        | 1–0  | 2–0      | Liga Națiunilor 2018–2019 grupa C                      |
| 21  | 11 octombrie 2018  | Stadionul Podgoricom, Podgorica, Muntenegru    | 43       | Muntenegru        | 2–0  | 2–0      | Liga Națiunilor 2018–2019 grupa C                      |
| 22  | 17 noiembrie 2018  | Stadionul Steaua Roșie, Belgrad, Serbia        | 45       | Muntenegru        | 2–0  | 2–1      | Liga Națiunilor 2018–2019 grupa C                      |
| 23  | 20 noiembrie 2018  | Stadionul Partizan, Belgrad, Serbia            | 46       | Lituania          | 2–0  | 4–1      | Liga Națiunilor 2018–2019 grupa C                      |

## Titluri
Partizan
- Superliga Serbiei: 2012-13 [3]

Anderlecht
- Prima Ligă Belgiană: 2013-2014 [3]
- Supercupa Belgiei: 2014 [3]

Newcastle United
- EFL Championship: 2016-2017[89]

Fulham
- Play-offul EFL Championship: 2018 [49]

Serbia U19
- Campionatul European de Fotbal sub 19: 2013 [3]

Individual
- Echipa sezonului în Serbia: 2012-2013[90]
- Jucătorul de aur al Campionatului European sub 19 ani: 2013[91]
- Echipa Campionatului European sub 19 ani: 2013[92]
- Golgheter al Primei Ligi din Belgia: 2014-2015[93]
- Jucătorul lunii în EFL Championship : martie 2018,[46] aprilie 2018[47]
- Jucătorul sârb al anului: 2018[94]